# Паспорт громадянина Грузії

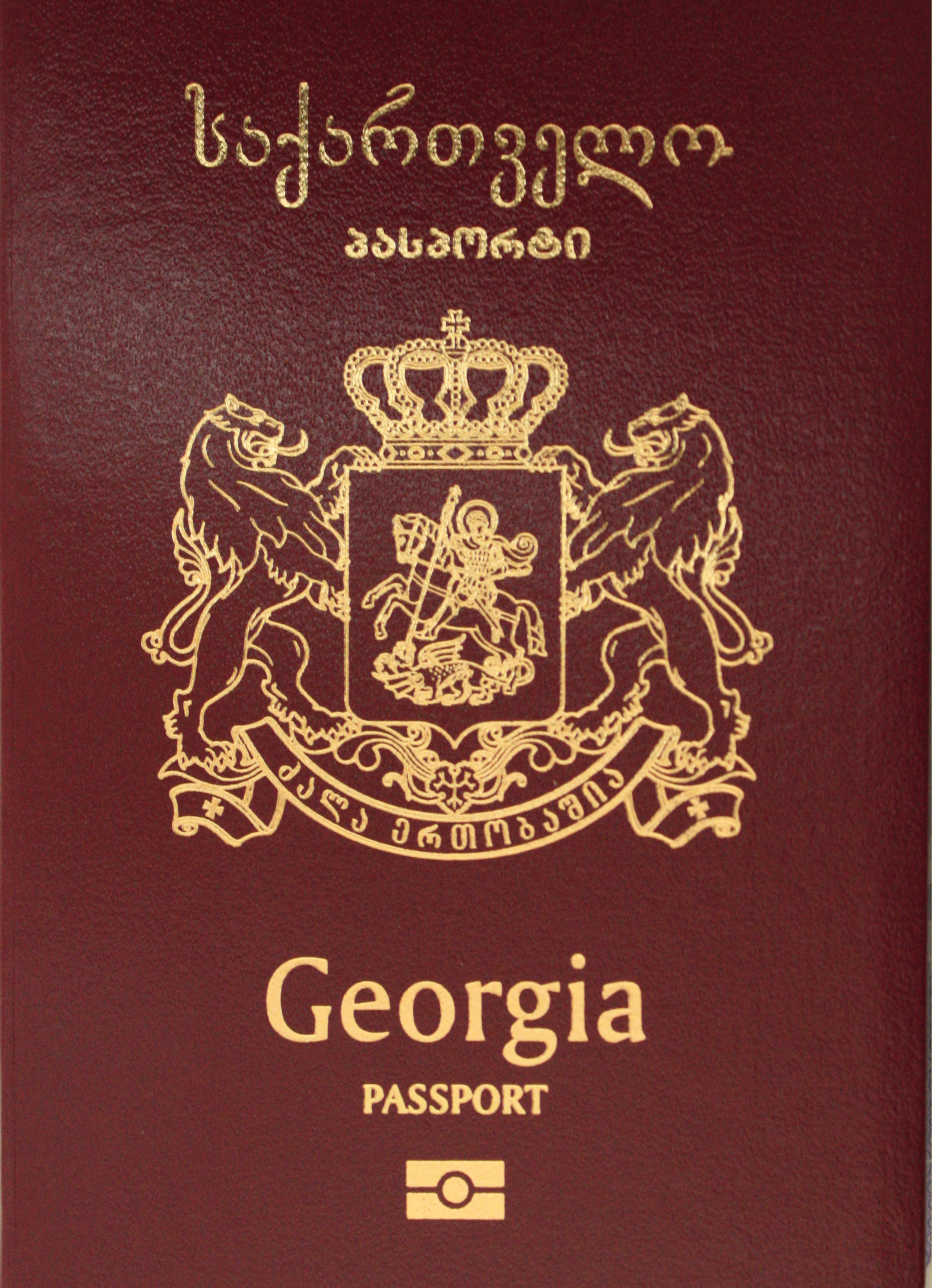
Обкладинка грузинського біометричного паспорта

Паспорт громадянина Грузії — документ, що підтверджує особу та громадянство його власника. Видається всім громадянам для перетину державного кордону. Термін дії — 10 років.
На обкладинці зображено державний герб Грузії і напис грузинською та англійською мовами «Грузія» і «паспорт». На 3-й сторінці обкладинки карта Грузії із зазначенням великих міст: Тбілісі, Кутаїсі, Сухумі, Батумі, Цхінвалі, Телаві, Поті т. д. Паспорта бувають 32 - і 48-сторінковими. Держмито 35 і 40 ларі відповідно.
Видачу паспортів здійснює Агентство цивільного реєстру Міністерства юстиції Грузії, за допомогою своїх територіальних офісів (незалежно від місця проживання заявника). Громадяни Грузії, які перебувають за кордоном, отримують паспорти у консульських установах.
Документи, необхідні для отримання паспорта громадянина Грузії:
1. Посвідчення особи громадянина Грузії,
2. Банківський чек про сплату держмита,
3. Цифрова фотографія власника.